# بيت كوش
بيت كوش (بالإنجليزية: Pete Koch)‏ هو لاعب كرة قدم أمريكية وممثل أمريكي، ولد في 23 يناير 1962 في الولايات المتحدة.

## وصلات خارجية
- بيت كوش على موقع IMDb (الإنجليزية)
- بيت كوش على موقع أول موفي (الإنجليزية)
- بيت كوش على موقع قاعدة بيانات الأفلام السويدية (السويدية)
- بيت كوش على موقع قاعدة بيانات الفيلم (الإنجليزية)
- بيت كوش على موقع كينوبويسك (الروسية)